# 大林萬國戲院

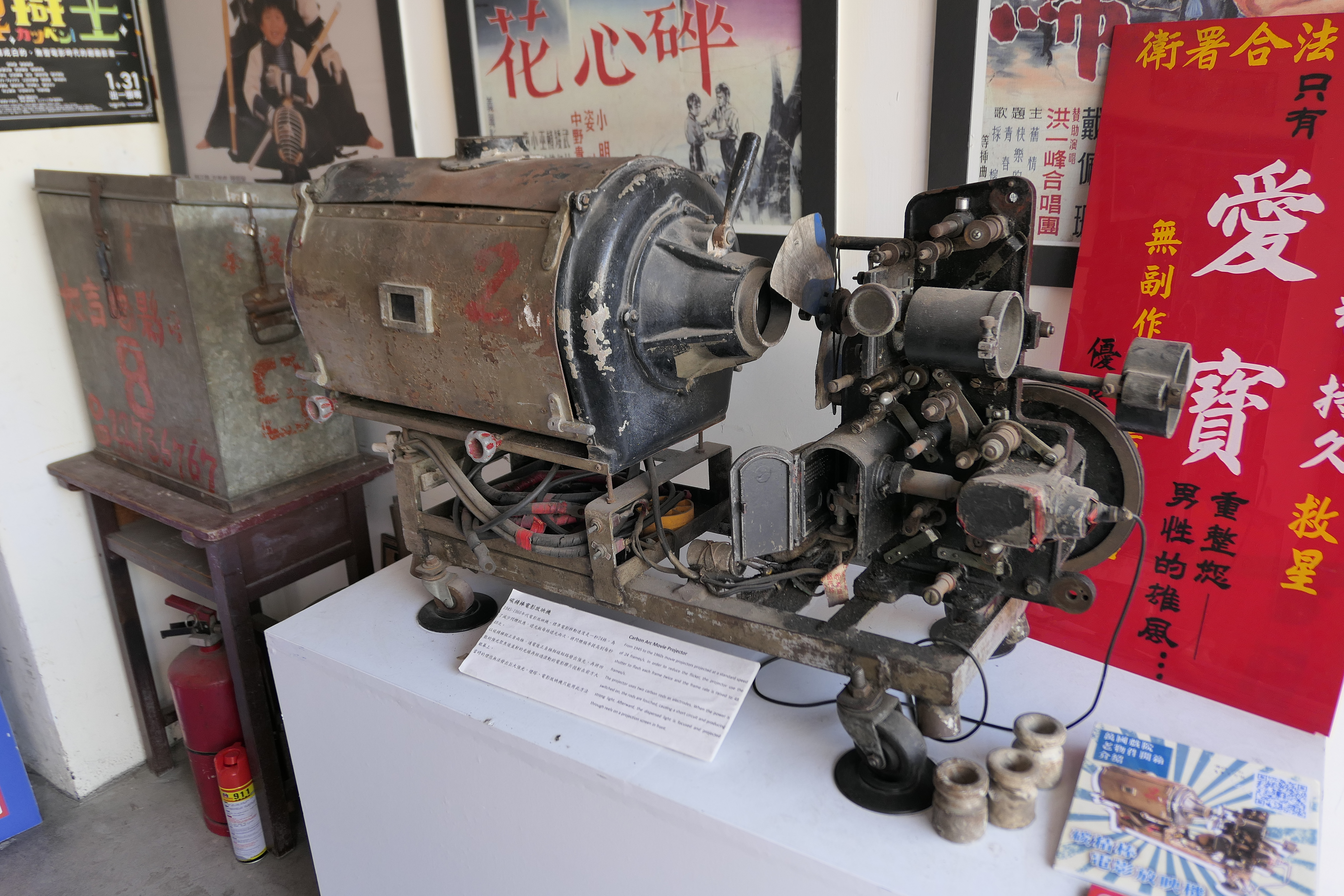
戲院內展示的放映機

大林萬國戲院位於臺灣嘉義縣大林鎮，原是當地望族樊家所經營的戲院，於2018年7月3日公告為嘉義縣歷史建築。該戲院於1968年開業，是大林鎮全盛時期四間戲院之一。1989年歇業後，建物一度改為卡拉OK，後來又因故閒置。直到2012年當地文史工作者江明赫經地主樊豐正同意，重新整理萬國戲院，為嘉義縣目前唯一仍在運作中的戲院。

## 歷史
1960年代左右，因大林糖廠及鐵路的發展，再加上行政區內的兩座軍營，大林鎮一度為嘉義縣最富裕的地區。在此背景下，嘉義縣議員樊賜生在1968年，於大林鎮成立了萬國戲院，為當時鎮上重要的娛樂設施。然而隨著產業沒落及人口外移，戲院於1989年不得不結束營業，之後的20餘年多次改建，最後更因火災遭到閒置。

### 重獲新生
在地主樊豐正同意文史工作者江明赫等人的推動下，萬國戲院於2012年11月重獲新生，再度開始營運。但旋於2018年4月8日因消防問題再度遭到關閉。後來在多方奔走及努力下，終於同年7月3日獲公告為嘉義縣歷史建築，以文資途徑為老戲院解套。萬國戲院亦成為大林鎮第一個歷史建築。
2018年，萬國戲院獲文化部「地方影視音體驗及聚落發展計畫」及縣政府補助，舉辦多場文藝活動，邀請資深藝人舉行表演，以及撥放懷舊電影，現為嘉義縣目前唯一仍在運作中的戲院。

## 大眾文化
萬國戲院活化後，曾作為多部影視作品的場景。
- 2016年：《阿不拉的三個女人》
- 2019年：《返校》[9]
- 2020年：《完全飼育》第9集〈完全なる飼育 étude〉：98%的場景在此拍攝[10]